# Fernando Torrent
Fernando Torrent Guidi (Arrecifes; 2 de octubre de 1991) es un futbolista argentino. Juega de lateral derecho en Quilmes, de la Primera Nacional.

## Trayectoria
Empezó su carrera en San Martín de Pérez Millán en 1997, antes de unirse a las inferiores de Defensores de Belgrano (VR). En 2011, anotó su primer gol como profesional en un partido de play-off para no descender del Torneo Argentino A ante Estudiantes (RC). En enero de 2015, Torrent se va a préstamo a Brown de Adrogué de la Primera B. Anotó dos goles y logró el campeonato 2015 y el ascenso a la Primera B Nacional.
Volvió a Defensores de Belgrano para disputar las temporadas 2016-17 y 2017–18 del Torneo Federal A. El 30 de junio de 2018, firmó para Arsenal de la Primera B Nacional donde se consagró campeón y obtuvo el ascenso a la Primera División.

## Estadísticas

### Clubes
| Defensores de Belgrano (VR) Argentina | 3.ª                 | 2010-11             | ?    | 1  | -  | - | - | - | ?    | 1  | ?    |
| Defensores de Belgrano (VR) Argentina | 3.ª                 | 2011-12             | 0    | 0  | 0  | 0 | - | - | 0    | 0  | 0    |
| Defensores de Belgrano (VR) Argentina | 3.ª                 | 2012-13             | 1    | 0  | 0  | 0 | - | - | 1    | 0  | 0    |
| Defensores de Belgrano (VR) Argentina | 3.ª                 | 2013-14             | 28   | 2  | 0  | 0 | - | - | 28   | 2  | 0.07 |
| Defensores de Belgrano (VR) Argentina | 3.ª                 | 2014                | 13   | 0  | 2  | 2 | - | - | 15   | 2  | 0.13 |
| Defensores de Belgrano (VR) Argentina | 3.ª                 | 2016                | 8    | 0  | 2  | 0 | - | - | 10   | 0  | 0    |
| Defensores de Belgrano (VR) Argentina | 3.ª                 | 2016-17             | 24   | 1  | 2  | 2 | - | - | 26   | 3  | 0.12 |
| Defensores de Belgrano (VR) Argentina | 3.ª                 | 2017-18             | 33   | 3  | 4  | 0 | - | - | 37   | 3  | 0.08 |
| Defensores de Belgrano (VR) Argentina | Total club          | Total club          | +107 | 7  | 10 | 4 | - | - | +117 | 11 | ?    |
| Brown de Adrogué Argentina | 3.ª                 | 2015                | 22   | 2  | 1  | 0 | - | - | 23   | 2  | 0.09 |
| Brown de Adrogué Argentina | Total club          | Total club          | 22   | 2  | 1  | 0 | - | - | 23   | 2  | 0.09 |
| Arsenal Argentina | 2.ª                 | 2018-19             | 22   | 1  | 1  | 0 | - | - | 23   | 1  | 0.04 |
| Arsenal Argentina | 1.ª                 | 2019-20             | 23   | 1  | 2  | 0 | - | - | 25   | 1  | 0.04 |
| Arsenal Argentina | Total club          | Total club          | 45   | 2  | 3  | 0 | - | - | 48   | 2  | 0.04 |
| Rosario Central Argentina | 1.ª                 | 2020                | -    | -  | 3  | 0 | - | - | 3    | 0  | 0    |
| Rosario Central Argentina | 1.ª                 | 2021                | 9    | 0  | 9  | 0 | 7 | 0 | 25   | 0  | 0    |
| Rosario Central Argentina | 1.ª                 | 2022                | 3    | 0  | 3  | 0 | - | - | 6    | 0  | 0    |
| Rosario Central Argentina | Total club          | Total club          | 12   | 0  | 15 | 0 | 7 | 0 | 34   | 0  | 0    |
| Huracán Argentina | 1.ª                 | 2023                | 9    | 0  | 6  | 0 | 2 | 0 | 17   | 0  | 0    |
| Huracán Argentina | Total club          | Total club          | 9    | 0  | 6  | 0 | 2 | 0 | 17   | 0  | 0    |
| Central Córdoba (SdE) Argentina | 1.ª                 | 2024                | 0    | 0  | 10 | 0 | - | - | 10   | 0  | 0    |
| Central Córdoba (SdE) Argentina | Total club          | Total club          | 0    | 0  | 10 | 0 | - | - | 10   | 0  | 0    |
| Quilmes Argentina | 2.ª                 | 2025                | 15   | 1  | 1  | 0 | - | - | 16   | 1  | 0.06 |
| Quilmes Argentina | Total club          | Total club          | 15   | 1  | 1  | 0 | - | - | 16   | 1  | 0.06 |
| Total en su carrera | Total en su carrera | Total en su carrera | +210 | 12 | 46 | 4 | 9 | 0 | +265 | 16 | ?    |
| (1) Las copas nacionales se refiere a la Copa Argentina y a la Copa de la Liga Profesional. (2) Las copas internacionales se refiere a la Copa Libertadores y a la Copa Sudamericana. (3) Media de goles por encuentro. No incluye goles en partidos amistosos. |                     |                     |      |    |    |   |   |   |      |    |      |

## Palmarés
| Título                  | Club             | País      | Año     |
| ----------------------- | ---------------- | --------- | ------- |
| Primera B Metropolitana | Brown de Adrogué | Argentina | 2015    |
| Primera B Nacional      | Arsenal          | Argentina | 2018-19 |